# Nebojša Kaluđerović
Nebojša Kaluđerović (kyrillisch Небојша Калуђеровић; * 17. Dezember 1955 in Nikšić) ist ein montenegrinischer Diplomat und Politiker. Vom 18. Juli 2012 bis zum 4. Dezember desselben Jahres war er Außenminister Montenegros.

## Leben
1979 schloss Kaluđerović sein Studium mit Schwerpunkt Internationale Beziehungen an der Rechtswissenschaftlichen Fakultät der Universität Belgrad ab. Ab 1981 war er Mitarbeiter des jugoslawischen Außenministeriums, 1986 bis 1990 gehörte er der jugoslawischen Vertretung bei den Vereinten Nationen in New York an, danach war er politischer Berater im Außenministerium. Von 1994 bis 2000 war er Repräsentant mehrerer serbisch-montenegrinischer Unternehmen in Russland. Danach war er hochrangiger Beamter im montenegrinischen Außenministerium, Chefberater von Premierminister Milo Đukanović, sowie ab 2004 ständiger Vertreter von Serbien und Montenegro bei den Vereinten Nationen.
Am 18. Juli 2012 wurde er als Nachfolger von Milan Roćen Außenminister (Minister für auswärtige Angelegenheiten und europäische Integration); noch vor Jahresende löste ihn Igor Lukšić in dieser Funktion wieder ab. Er lehrt als Professor für Internationales Verhandeln an der Politikwissenschaftlichen Fakultät der Universität Montenegro.